# Корня, Димитрие
Димитрие Корня (рум. Dimitrie Cornea; 1816, Яссы, Молдавское княжество — 1884, Бухарест, Королевство Румыния) — румынский политический, государственный и дипломатический деятель. Адвокат.
В 1859 году был членом Избирательного собрания Молдавии, поддерживая юнионистское движение.
После, сблизился с консервативными кругами Ясс, сгруппированными вокруг Григоре М. Стурдза. 
После 1866 года несколько раз избирался деканом Ясской коллегии адвокатов. 
Занимал пост министра юстиции Объединённого княжества Молдавии и Валахии в правительстве Барбу Катарджу (22 января-24 июня 1862), министра юстиции (24 июня — 30 декабря 1862) и общественных работ (7 июля — 11 октября 1862) в правительстве Николае Крецулеску.
Позже, с 4 апреля 1876 по 26 апреля 1876 года работал министром иностранных дел Княжества Румынии.